# Oreichthys parvus
Oreichthys parvus és una espècie de peix cipriniforme de la família dels ciprínids.

## Morfologia
- Els mascles poden assolir 3 cm de longitud total.[1][2]

## Hàbitat
És un peix d'aigua dolça i de clima tropical.

## Distribució geogràfica
Es troba a Àsia: sud-est de Tailàndia, nord de la península de Malaca i conca del riu Mekong a Laos i Tailàndia.